# Odyneropsis pallidipennis
Odyneropsis pallidipennis är en biart som beskrevs av Jesus Santiago Moure 1955. Odyneropsis pallidipennis ingår i släktet Odyneropsis och familjen långtungebin. Inga underarter finns listade i Catalogue of Life.